# Guerra russo-turca (1710-1711)
La Campanya del Prut o Guerra russo-turca fou l'intent rus, liderat per Pere el Gran i Borís Xeremétev, de conquerir Moldàvia, amb l'ajuda del Príncep Moldau Dimitrie Cantemir, a l'Imperi Otomà el 1711.
L'equilibri de poder a l'est d'Europa es decantà clarament a favor dels russos, després de derrotar els suecs a batalla de Poltava el 8 de juliol de 1709. El gran visir Imperi Otomà, Çorlulu Damat Ali Paixà, es veié forçat a donar asil a Carles XII de Suècia i a l'Ataman Ivan Mazepa que creuaren la frontera a mitjans de juliol fugint de Poltava.
La cort otomana es dividí en dos, els partidaris de la guerra contra Rússia i els partidaris de la pau. El partit de la guerra era sostingut pels ambaixadors francès i suec, el kan Devlet II Giray i els enemics del Gran Visir. Els partidaris de Carles obtingueren una gran victòria en aconseguir desplaçar Çorlulu Damat Ali Paixà com a Gran Visir i que fos nomenat, el 18 d'agost de 1710, Baltacı Mehmed Paixà, que apostava per donar suport actiu als suecs. També aconseguiren el suport del successor de Mazepa, Pylyp Orlyk, donant ales a les seves aspiracions secessionistes.
Pere el Gran preparà l'exèrcit rus i obtingué el suport del príncep moldau Dimitrie Cantemir. Els russos també esperaven un aixecament general dels súbdits cristians del Sultà. Pere el Gran volia utilitzar com a casus belli la presència de Carles XII en territori otomà. L'arribada a la cort de l'ultimàtum del Tsar va donar ales al partit prosuec que aconseguí la declaració de guerra, per part del Consell Imperial, el mateix dia en què l'exigència de Pere arribà a la cort, el 20 de desembre de 1710.

## Estratègia
Pere el Gran pretenia atacar Istanbul, creuant territori polonès, per després marxar sobre Moldàvia i Bulgària. L'avanç rus es va veure obstaculitzat pels atacs cosacs i tàtars, que s'havien aliat el 5 de febrer de 1711, i que dificultaren en extrem l'aprovisionament dels russos. El 24 de maig els otomans partiren d'Istanbul i el dia 1 de juny els russos creuaren el Prut. El 20 de juliol s'inicià la batalla de Stănileşti. Els otomans reforçats amb tàtars, cosacs i polonesos (total 120.000 homes i 400 canons) eren superiors als russos (40.000 homes a peu, 14.000 a cavall, i 122 canons) que a més anaven curts de queviures, ja que el príncep de Moldàvia Demetri Cantemir (1673-1723), que els havia de subministrar en virtut d'un tractat secret, no va poder complir per les males collites ocasionades per una sequera i una plaga de llagosta. Les forces russes van ser assetjades i el tsar Pere, que estava amb l'exèrcit, comprenent que serien aniquilades, va demanar un armistici i la pau.

## Conseqüències
El gran visir va acceptar les propostes russes fàcilment, ja que no tenia provisions per una campanya llarga i dubtava de la lleialtat dels aliats tàtars. Els russos van haver de cedir Azov (Azak), desmantellar les fortaleses de Taganrog i Kamenny Zaton (al Dnièper) i evacuar Polònia. També es comprometeren a no involucrar-se en els afers interns otomans, garantir el pas franc a Carles XII, a alliberar els presoners i lliurar la seva artilleria. Els russos es van poder retirar indemnes. El Tractat del Prut fou signada a les ribes del Prut el 23 de juliol, tot i les protestes del kan de Crimea i del representant del rei Carles XII, el general polonès Stanislas Poniatowski.